# 女の平和

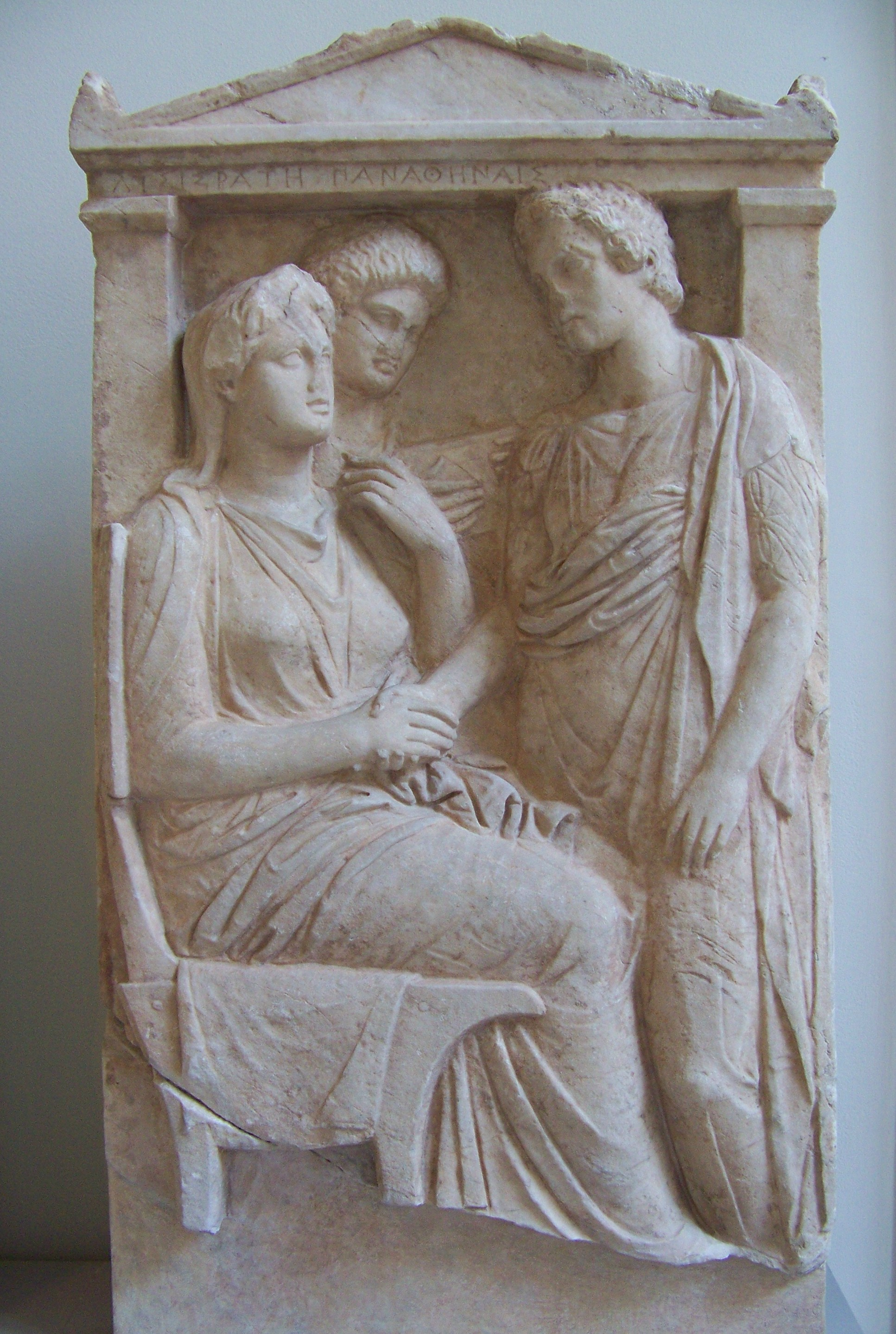
『女の平和』の大理石像

『女の平和』（おんなのへいわ、古希: Λυσιστράτη, Lysistrátē, リューシストラテー、羅: Lysistrata）は、古代ギリシアの喜劇作家アリストパネスによる戯曲で、喜劇。原題のリューシストラテー（「リュ（ー）シス λύσις」（解体）+「ストラトス στρατός」（軍隊）の合成語で、「軍隊解散者」の意）は登場人物の一人の名である。
アリストパネスの「女物3作」のひとつであり（後の2作は『女だけの祭』『女の議会』）、「平和もの3作」のひとつでもあり（後の2作は『アカルナイの人々』『平和』）、また彼の伝わっている全作品のうち、彼の代表作でもある。アテーナイとスパルタの戦い（ペロポネソス戦争）を終わらせるために、両都市の女が手を結び、セックス・ストライキを行うという、下ネタに満ちた喜劇である。
紀元前411年に（おそらくレーナイア祭で）上演された。当時の劇は数作品のコンクールの形式で上演されたが、同時に上演された他作家の作品名やこの作品の受賞がどうであったかなどは伝わっていない。

## 時代背景

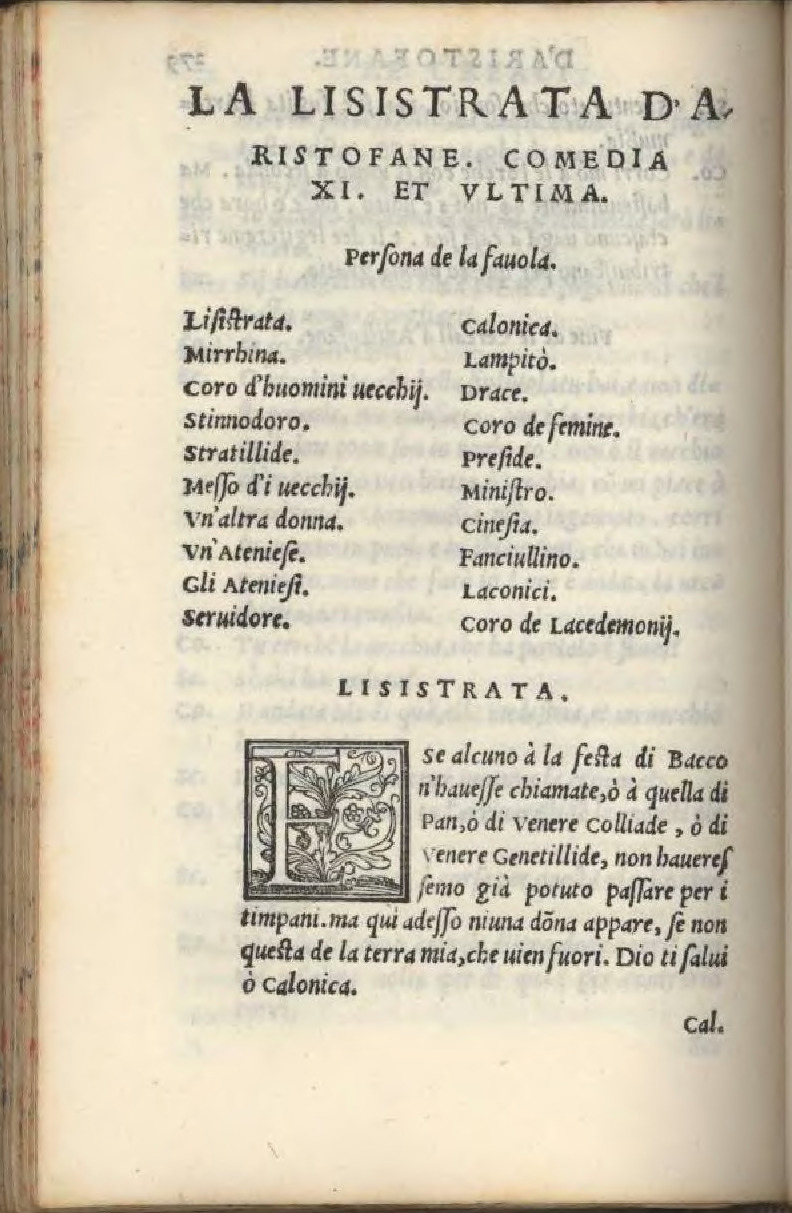
1545年、伊訳版

この作品の時代は、長く続いたペロポネソス戦争の時代の中でも、アテーナイにとって非常に暗い時期であった。シシリア遠征でアテーナイ海軍が全滅し、兵力と多くの優秀な人材を失い、さらに国力の低下から周囲の同盟諸都市の離反が相次いだ。アリストパネスはこの間、一貫して平和主義を主張し、『アカルナイの人々』や『平和』などの作品を発表した。しかし、この作品ではそのようなまっすぐな主張はややトーンを落とし、それを色気でくるんで差し出しているように見える。おそらく当時の社会情勢が素直な平和主義的主張を許さなかったと考えられる。

## あらすじ

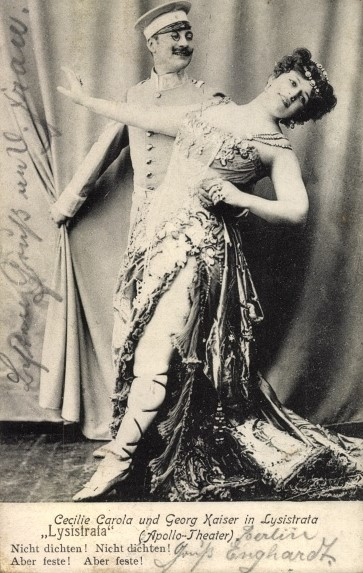
1903年の舞台より

この作品ではコロスは、二手に分かれて男性老人とアクロポリスを占拠した女たちとなる。
舞台は一人立つ主人公リューシストラテーの様子から始まる。戦争に明け暮れる男性達に対して、戦争を止めさせようと考えた彼女は、密かに敵味方の女たちに招集をかけたのである。次第に集まってきた女性達に彼女が持ちかけた計画は、戦争終結を要求してセックス・ストライキを行う、というものであった。さらに、アテーナイの持つ軍資金を押さえるべく、アテーナイの女たちはアクロポリスを占拠するという。皆は一旦は尻込みするが、戦争終結のためならと互いに誓いを立てる。
次にコロスが登場、アクロポリスを巡る攻防戦を演ずる。その最中、役人がリューシストラテーを捕らえにくると、彼女は自らの主張を告げる。「女に政治がわかるか」と言われるのに対して、女だからこそわかる戦争のつらさを述べ、家事になぞらえて和平への方法を説明してみせる。
膠着状態が続く中、男性恋しさに脱走を企てる女性も現れるが、何とか説得する。男の側からも妻を求めてやってくるものがあり、これはあしらって刺激した上で、自分たちの主張を通せるよう頼んでそのまま追い返す。やがて両陣営の男性は我慢しきれなくなり、それぞれ和平の使者を出す。使者は膨らんだ前を隠しながら女たちがセックス・ストライキをして困っている旨を述べ、不承不承に合意し、和平の会議を行うこととする。男女のコロスが今度は和解の歌を歌う。なお、当時の喜劇では股間から革製の陰茎をぶら下げ、あるいは突き出して着けるのが普通であった。このようなシーンではこれが大いに活用されたと思われる。
集まった代表たちの前にリューシストラテーが現れ、彼女の仲介で和平の会議が進む。多少のいざこざはあるが、男たちの眼は女性の体に釘付けで、うやむやのうちに和平が結ばれ、女性達の目的は達成されたのだった。最後は男女入り交じっての喜びの歌で終わる。

## 関連作品
- 映画『女の平和』（フランス、クリスチャン・ジャック監督、1953年）

## 現実社会において

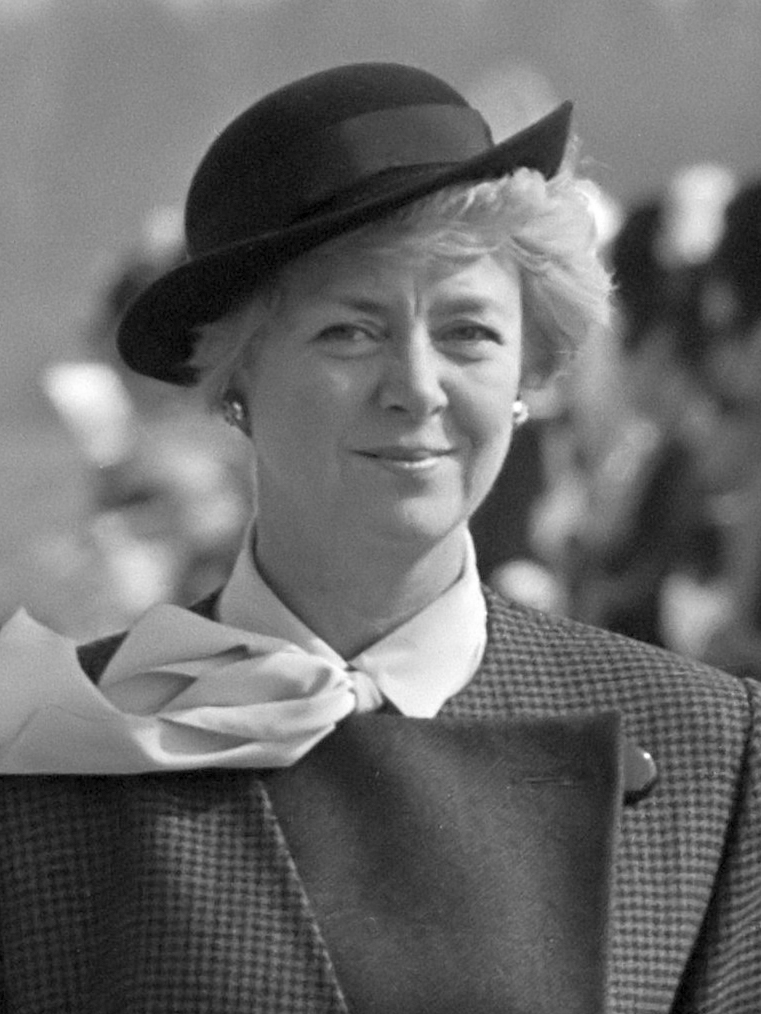
ヴィグディス・フィンボガドゥティル

アイスランドの「レッド・ストッキング」運動が、この戯曲を彷彿とさせた。1970年、アイスランドでは「レッド・ストッキング」という新しい急進的な運動が始まった。1975年は国際婦人年で、この年の10月24日に、「女性の休日」と称して、アイスランドの女性たちは一斉休暇をとり、家事も放棄して、歴史的な大集会を開いた。大統領府前の中央広場を女性たちが埋め尽くした。レッド・ストッキング運動は短期間に大きな成果をあげた。
1985年、女性たちは、10周年を記念して、2度目のストライキを行った。このころ、アイスランドの大統領ポストには、公選の国家元首としては世界で初めて、女性のヴィグディス・フィンボガドゥティルが就いていた。ヴィグディス大統領も、この日は登庁しなかった。
当時は冷戦の最中であり、米ソが交戦すると、北大西洋の要衝に位置するアイスランドは戦火にまみえるのは必至と思われていた。ヴィグディス大統領は1986年、アイスランドのレイキャヴィーク郊外のホフディハウスにおいて、レーガン、ゴルバチョフ両大統領による直接平和会談、いわゆるレイキャヴィーク会談を主宰した。この会談を起点に、ジョージ・H・W・ブッシュとゴルバチョフによるマルタ会談がもたれ、戦後長く続いた冷戦に終止符が打たれた。
ヴィグディスは演劇人で、「女の平和」も知っていたと思われる。

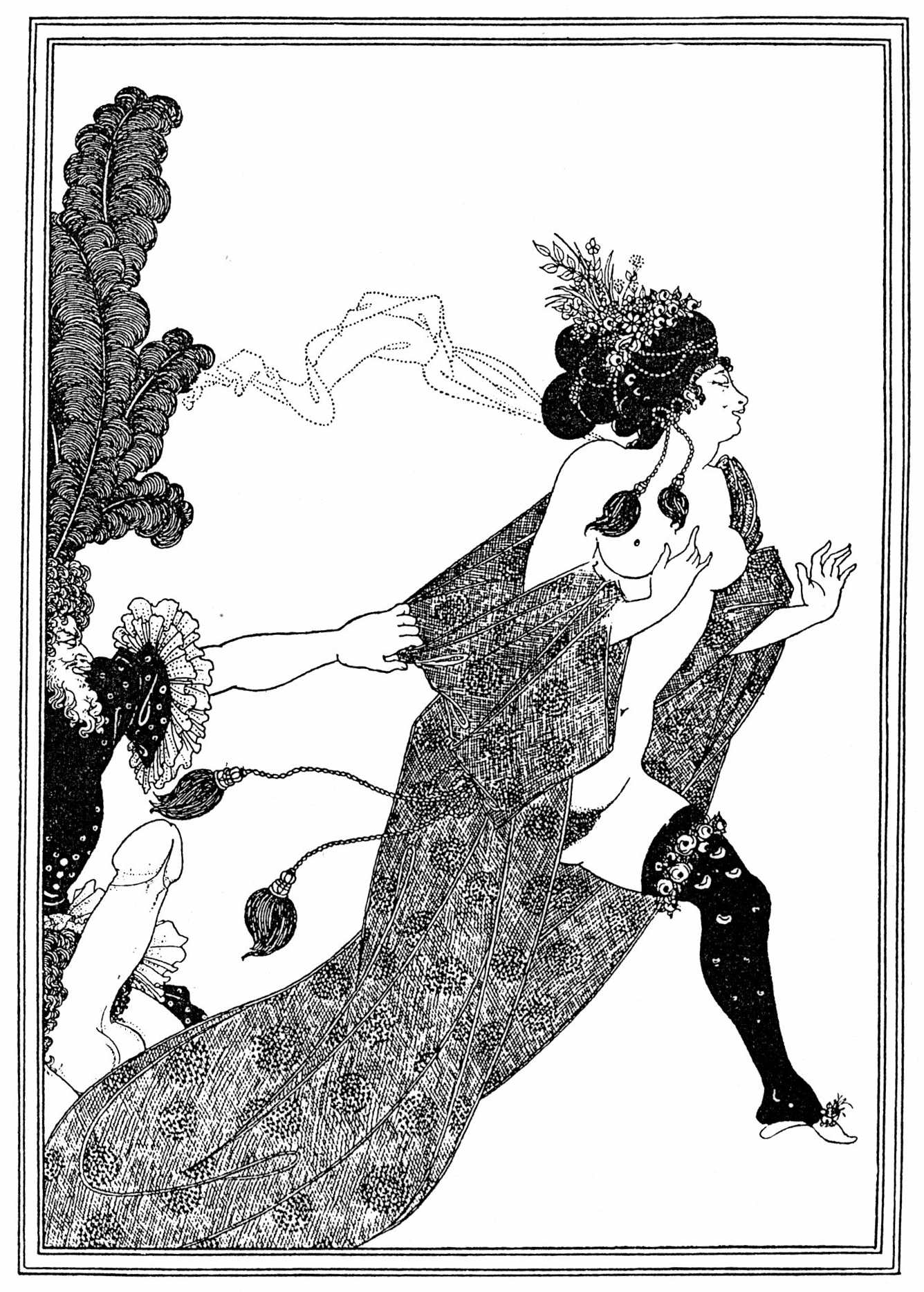
オーブリー・ビアズリーによる挿絵

## 日本語訳
（同一翻訳者のものをまとめて古い順に配列している）
- 『女の平和』アリストパネース 高津春繁訳、岩波文庫、1951年、改版1975年
  - 『ギリシア喜劇全集2』 人文書院、1961年 - 別版
  - 『世界古典文学全集12　アリストパネス』筑摩書房、1964年 - 同上
  - 『ギリシア喜劇2 アリストパネス』 ちくま文庫、1986年 - 同上
- 『女の平和』アリストファネス　四谷左門訳、作品社、1954年
- 『女の平和』 戸部順一訳〈ベスト・プレイズ 西洋古典劇集〉白鳳社、2000年。相田書房、2007年
  - 新版『女の平和』 戸部順一訳〈新訂 ベスト・プレイズ 西洋古典戯曲12選〉論創社、2011年
- 『女の平和』アリストパーネス 佐藤雅彦訳、論創社、2009年
- 『ギリシア喜劇全集3 アリストパネース』「リューシストラテー」丹下和彦訳、岩波書店、2009年